# 上宇内薬師堂
上宇内薬師堂（かみうないやくしどう）は、福島県河沼郡会津坂下町にある寺院である。現在は浄泉寺が管理している。

## 歴史
往昔、高寺（石塔山恵隆寺）が繁栄した折の一坊である調合坊が起源。その後、高寺が廃され、調合寺として独立するが、堂宇は荒れていたものを、元禄年間、小田原の上人、道安が再興、御堂を建立し、現在に至る。昭和33年に薬師如来坐像を修理・調査し、収蔵庫を建立した。

## 文化財
重要文化財（国指定）
- 薬師如来坐像
平安時代の作。像高2m近い一木造。豊かな体躯は勝常寺薬師如来の影響を受けて製作されたものと思われる。会津五薬師の一つ。

仏像のセオリーからすると、坐像全体のうち下部が省略されたような形になっている。解体修理の際の調査も踏まえた上でこれは、前述の水害で浸水した後、時間経過により仏像の下部が腐食したため、腐食部分を除去し修復新造された時に省略されたのではないか、と推測されている。